# Xi Andromedae
Pour le satellite de la galaxie d'Andromède, voir Andromède XI.
Désignations
Xi Andromedae (ξ Andromedae / ξ And), également nommée Adhil, est une étoile géante de la constellation boréale d'Andromède. Elle est visible à l'œil nu et sa magnitude apparente est de 4,90. D'après les mesures de sa parallaxe annuelle réalisées par le satellite Gaia, l'étoile est distante d'environ ∼ 223 a.l. (∼ 68,4 pc) de la Terre. Elle se rapproche du Système solaire à une vitesse radiale héliocentrique de −13 km/s.

## Nomenclature
ξ Andromedae, latinisé Xi Andromedae, est la désignation de Bayer de l'étoile. Elle porte également la désignation de Flamsteed de 46 Andromedae.
Elle porte le nom traditionnel de Adhil, qui est dérivé de l'arabe الذيل, al-Dayl, signifiant « l’Extrémité de la traîne ».
Il a été formellement adopté par l'Union astronomique internationale le 21 août 2016, dans le cadre de son groupe de travail sur les noms d'étoiles.

## Propriétés
Xi Andromedae est une étoile géante de type spectral K0-IIIb d'une température de surface de 4 656 K. Il s'agit d'une étoile du red clump, qui génère son énergie par la fusion de l'hélium dans son cœur, et qui est déjà passée par la phase de la branche des géantes rouges de son évolution. Sa masse est 2,5 fois plus grande que la masse solaire et son rayon est dix fois plus grand que celui du Soleil. Xi Andromedae est environ 46 fois plus lumineuse que le Soleil. Elle ne présente pas de vitesse de rotation projetée mesurable, mais cela pourrait simplement signifier que le pôle de rotation de l'étoile est orienté dans la direction générale de la Terre.